# Đền Sannō
Đền Sannō (山王神社, Sannō Jinja, nghĩa đen là đền thờ Vua trên núi), nằm cách tâm điểm bom nguyên tử ở Nagasaki khoảng 800m về phía đông nam, được chú ý với cổng Torii bằng đá một chân ở lối vào đền.

## Cổng Torii
Torii một chân hay vòm một chân (一本柱鳥居) được biết đến là một trong những kết quả bất ngờ của vụ nổ bom nguyên tử vào ngày 9 tháng 8 năm 1945.
Tâm chấn của sức công phá của quả bom nằm cách ngôi đền khoảng 800 mét.
Một cột chống bị đánh sập; nhưng phần còn lại bằng cách nào đó vẫn đứng vững, giữ cho cánh cổng thẳng đứng. Lực của sóng xung kích làm quay torii khoảng 30 độ trên bệ bệ của nó. Phần trung tâm của ngôi đền nằm ngay phía sau nơi nhiếp ảnh gia của hình ảnh bên phải.

## Các loài cây
Những cây còn sót lại của đền Sannō đã trở thành một minh chứng sống động khác về sự tàn phá và tái sinh trưởng. Hai cây long não lớn bị sóng xung kích của bom làm cháy xém, cháy hết lá; tuy nhiên, bất chấp mọi thứ, cây cối vẫn sống sót. Một cây ở Nagasaki được công nhận là di tích tự nhiên vào ngày 15 tháng 2 năm 1969.
Những phần chết của cây sống đã được bao bọc bởi sự phát triển mới.